# Gmina Turtlecreek
Gmina Turtlecreek (ang. Turtlecreek Township) – gmina w Stanach Zjednoczonych, w stanie Ohio, w hrabstwie Warren. W 2020 roku liczyła 17 644 mieszkańców.